# Зоопарк Хух-Хото
Зоопарк Хухе-хаоте (呼和浩特 动物园 Hū-hé-hào-tè dòng-wù-yuán) — зоопарк в місті Хух-Хото адміністративному центрі автономного району Внутрішня Монголія. Другий за розміром зоопарк Китаю. Займає територію більше 4300 му. Вхідний квиток коштує 70 юанів.